# 山下博子
山下博子（日语：／ Yamashita Hiroko，1951年7月29日—），日本女子跳远运动员。她曾获得1970年亚洲运动会女子跳远金牌和1974年亚洲运动会女子跳远铜牌。她也参加了1972年夏季奥运会。